# Thomas (Familienname)
Thomas ist ein deutscher, britischer und französischer Familienname, abgeleitet von dem gleichlautenden männlichen Vornamen. Zur Etymologie des christlichen Namens siehe unter Thomas.
Der Name Thomas ist zudem ein gängiger Familienname in den Niederlanden, in Dänemark und im Süden Indiens (Thomaschristen).
In Großbritannien ist der Nachname Thomas weit verbreitet, aber besonders häufig in Wales und Cornwall. Mit mehr als 230.000 Menschen mit diesem Namen ist es der zehnthäufigste Familienname im Vereinigten Königreich.
In Frankreich ist Thomas mit mehr als 100.000 Menschen mit diesem Namen nach Martin und Bernard der dritthäufigste Familienname.
In Deutschland zählt Thomas zu den 100 häufigsten Familiennamen.

## Namensträger

### A
- Abraham Everard Simon Thomas (1820–1886), niederländischer Mediziner
- Adonis Thomas (* 1993), US-amerikanischer Basketballspieler
- Adrian Thomas, grenadischer Politiker (NDC)
- Adrienne Thomas (1897–1980), deutsche Schriftstellerin
- Aeronwy Thomas (1943–2009), britische Dichterin, Autorin und Übersetzerin von italienischer Lyrik
- Aiden Thomas, US-amerikanischer Autor
- Albert Thomas (Politiker, 1878) (1878–1932), französischer Politiker
- Albert Thomas (Politiker, 1898) (1898–1966), US-amerikanischer Politiker
- Albie Thomas (1935–2013), australischer Mittel- und Langstreckenläufer
- Alexander Thomas (1939–2023), deutscher Sozialpsychologe
- Alexandre Thomas (Politiker) (1913–1990), französischer Politiker
- Alexandre Joseph Thomas (1810–1898), belgischer Historienmaler
- Alfred Thomas (Historiker) (1840–1886), deutscher Lehrer und Historiker
- Alfred Thomas (Künstler) (1876–1961), deutscher Maler und Lithograph
- Alfred Thomas (Boxer) (* 1949), guyanischer Boxer
- Alfred Thomas, 1. Baron Pontypridd (1840–1927), walisischer Politiker
- Alfred Barnaby Thomas (1896–1990), US-amerikanischer Historiker
- Alfred Brumwell Thomas (1868–1948), britischer Architekt
- Algernon Thomas (1857–1937), britisch-neuseeländischer Biologe und Geologe
- Alma Thomas (1891–1978), afroamerikanische Malerin und Kunstpädagogin
- Alois Thomas (1896–1993), deutscher Geistlicher und Archivar
- Alyssa Thomas (* 1992), US-amerikanische Basketballspielerin
- Ambroise Thomas (1811–1896), französischer Komponist
- Ambry Thomas (* 1999), US-amerikanischer American-Football-Spieler
- Andrea Thomas (Leichtathletin, 1963) (* 1963), deutsche Leichtathletin
- Andrea Thomas (* 1965), deutsche Tischtennisspielerin, siehe Andrea Mann
- Andrea Thomas (Leichtathletin, 1968) (* 1968), jamaikanische Leichtathletin
- Andrea Thomas (Turnerin) (* 1968), kanadische Turnerin
- Andrew Thomas (Komponist) (* 1939), US-amerikanischer Komponist, Pianist und Dirigent
- Andrew Thomas (Footballspieler) (* 1999), US-amerikanischer American-Football-Spieler
- Andrew Sydney Withiel Thomas (* 1951), US-amerikanischer Astronaut
- Angela Thomas (* 1948), Schweizer Kunsthistorikerin
- Angelika Thomas (* 1946), deutsche Schauspielerin
- Angie Thomas (* 1988), US-amerikanische Schriftstellerin
- Angus Thomas (* 1955), US-amerikanischer Jazzbassist
- Anilda Thomas (* 1993), indische Sprinterin
- Anna Thomas (* 1948), US-amerikanische Drehbuchautorin, Filmproduzentin und Kochbuchautorin
- Annamarie Thomas (* 1971), niederländische Eisschnellläuferin
- Annick Le Thomas (1936–2024), französische Botanikerin
- Antoine Thomas (Missionar) (1644–1709), belgischer Ordensgeistlicher, Missionar und Astronom
- Antoine Thomas (Romanist) (1857–1935), französischer Romanist
- Antoine Jean-Baptiste Thomas (1791–1833), französischer Maler und Lithograf
- Antoine Léonard Thomas (1732–1785), französischer Rhetoriker und Dichter
- Anton Thomas (1778–1837), deutscher Jurist und Politiker, Bürgermeister von Fulda
- Antonia Thomas (* 1986), britische Schauspielerin
- Antony Thomas (* 1940), britischer Journalist und Dokumentarfilmer
- Arne Thomas (* 1975), deutscher Chemiker
- Arthur Goring Thomas (1850–1892), britischer Komponist
- Arthur Lloyd Thomas (1851–1924), US-amerikanischer Politiker
- Arwel Thomas (* 1974), walisischer Rugby-Union-Spieler
- Ashford J. Thomas, US-amerikanischer Schauspieler
- Ashley Thomas, eigentlicher Name von Bashy (* 1985), englischer Grime-Rapper und Schauspieler
- Audrey Thomas (* 1935), kanadische Schriftstellerin
- August Thomas (1810–1882), deutscher Schauspieler und Sänger
- Augusta Read Thomas (* 1964), US-amerikanische Komponistin und Musikpädagogin
- Augustus Thomas (1857–1934), US-amerikanischer Dramatiker

### B
- B. J. Thomas (Billy Joe Thomas; 1942–2021), US-amerikanischer Sänger
- Barbara Earl Thomas (* 1948), amerikanische Künstlerin und Schriftstellerin
- Barry Thomas (1932–2017), Tontechniker und Tonmeister
- Barthel Thomas (1929–2005), deutscher Fußballtrainer
- Béatrice Thomas (* 1984), US-amerikanisch-deutsche Sängerin
- Bep Thomas (* 1938), niederländischer Fußballschiedsrichter
- Bebop Sam Thomas (um 1927–1988), US-amerikanischer Jazzgitarrist
- Ben Thomas (Eishockeyspieler) (* 1996), kanadischer Eishockeyspieler
- Ben Thomas (Rugbyspieler) (* 1998), walisischer Rugby-Union-Spieler
- Benjamin Thomas (Politiker) (Benjamin Franklin Thomas; 1813–1878), US-amerikanischer Politiker
- Benjamin Thomas (Physiker) (Benjamin Franklin Thomas; 1850–1911), US-amerikanischer Physiker
- Benjamin Thomas (Cricketspieler) (* 1989), indischer Cricketspieler
- Benjamin Thomas (Radsportler) (* 1995), französischer Radsportler
- Bertram Thomas (1892–1950), britischer Diplomat und Kolonialverwalter
- Betsy Trent Thomas (1923–1998), US-amerikanische Ornithologin
- Betty Thomas (* 1948), US-amerikanische Schauspielerin und Regisseurin
- Bill Thomas (Fußballspieler), neuseeländischer Fußballspieler
- Bill Thomas (Kostümbildner) (1921–2000), US-amerikanischer Kostümdesigner
- Bill Thomas (Politiker) (* 1941), US-amerikanischer Politiker
- Bill Thomas (Schauspieler) (* 1952), englischer Schauspieler
- Bill Thomas (Eishockeyspieler) (* 1983), US-amerikanischer Eishockeyspieler
- Billie Thomas (1931–1980), US-amerikanischer Schauspieler
- Blanche Thomas (1922–1977), US-amerikanische Sängerin
- Bob Thomas (Fußballspieler) (* 1919), englischer Fußballspieler
- Bob Thomas (Journalist) (1922–2014), US-amerikanischer Journalist
- Bob Thomas (Politiker, 1954) (1954–2016), australischer Politiker
- Bob Thomas (Schauspieler) (* 1965), Schauspieler und Schriftsteller
- Bob Thomas (Politiker, 1977) (* 1977), US-amerikanischer Politiker (Virginia)
- Bobby Thomas (Robert Charles Thomas; 1932–2013), US-amerikanischer Schlagzeuger
- Bodo Thomas (1932–1995), deutscher Politiker (SPD), MdA Berlin
- Brad Thomas (* 1977), australischer Baseballspieler
- Bradley Thomas (* 1965), US-amerikanischer Film- und Fernsehproduzent
- Brandon Thomas (Schauspieler) (1848–1914), britischer Schiffszimmermann, Schauspieler und Autor
- Brandon Thomas (Basketballspieler) (* 1984), US-amerikanischer Basketballspieler
- Brett Thomas (* 1977), australischer Eishockeyspieler
- Brian Thomas (1940–2012), walisischer Rugby-Union-Spieler
- Brian Thomas Jr. (* 2002), US-amerikanischer American-Football-Spieler
- Briel Thomas (* 1994), dominicanischer Fußballspieler
- Bronwen Thomas (* 1969), kanadische Freestyle-Skierin
- Bruce Thomas (* 1948), britischer Musiker
- Bruno Thomas (1910–1988), österreichischer Kunsthistoriker und Waffenkundler
- Bubbha Thomas (1937–2020), US-amerikanischer Jazzmusiker und Musikpädagoge

### C
- Caitlin Thomas (1913–1994), britische Schriftstellerin
- Caleb Thomas, US-amerikanischer Schauspieler und Synchronsprecher
- Cameron Thomas (Footballspieler, 1986) (Cameron Jamel Thomas; * 1986), US-amerikanischer Footballspieler
- Cameron Thomas (Footballspieler, 2000) (* 2000), US-amerikanischer Footballspieler
- Cameron Thomas (Basketballspieler) (Cameron Bouchea Thomas; * 2001), US-amerikanischer Basketballspieler
- Camille Thomas (* 1988), franko-belgische Cellistin
- Carei Thomas (1938–2020), US-amerikanischer Jazzmusiker
- Carl Thomas (Baseballspieler) (Carl Leslie Thomas; 1932–2013), US-amerikanischer Baseballspieler
- Carl Thomas (Basketballspieler) (* 1969), US-amerikanischer Basketballspieler
- Carl Thomas (Sänger) (Carlton Neron Thomas; * 1972), US-amerikanischer Sänger
- Carl Thomas (Schauspieler),  Schauspieler
- Carla Thomas (* 1942), US-amerikanische Sängerin
- Carla Thomas (Basketballspielerin) (* 1985), US-amerikanische Basketballspielerin
- Carlos Thomas (1931–2016), deutscher Mediziner
- Carmen Thomas (* 1946), deutsche Journalistin
- Caroline Thomas (* 1990), deutsche Handballspielerin
- Catalina Thomás (1531–1574), spanische Ordensgeistliche
- Celia Thomas, Baroness Thomas of Winchester (* 1945), britische Politikerin
- Chantal Thomas (* 1945), französische Schriftstellerin, Essayistin und Historikerin
- Charles Thomas (Politiker) (1790–1848), US-amerikanischer Politiker (Delaware)
- Charles Thomas (Historiker) (1928–2016), britischer Historiker
- Charles Thomas (Leichtathlet) (1931–2015), US-amerikanischer Sprinter
- Charles Thomas (Basketballspieler) (* 1969), US-amerikanischer Basketballspieler
- Charles Thomas (Baseballspieler) (* 1978), US-amerikanischer Baseballspieler
- Charles Allen Thomas (1900–1982), US-amerikanischer Chemiker
- Charles Mitchell Thomas (1846–1908), US-amerikanischer Marineoffizier
- Charles R. Thomas (Politiker, 1827) (1827–1891), US-amerikanischer Politiker
- Charles R. Thomas (Politiker, 1861) (1861–1931), US-amerikanischer Politiker
- Charles S. Thomas (1897–1983), US-amerikanischer Politiker
- Charles Spalding Thomas (1849–1934), US-amerikanischer Politiker
- Charles Xavier Thomas de Colmar (1785–1870), französischer Erfinder
- Charlie Thomas (1937–2023), US-amerikanischer R&B-Sänger
- Charmaine Thomas (* 1974), antiguanische Leichtathletin
- Chris Thomas (* 1947), britischer Musikproduzent
- Chris Thomas (Basketballspieler), US-amerikanischer Basketballspieler
- Christa Thomas (1893–1989), deutsche Sozialarbeiterin, Pazifistin und Frauenrechtlerin
- Christian Thomas (1655–1728), deutscher Jurist und Philosoph, siehe Christian Thomasius
- Christian Thomas (Turner) (1896–1970), dänischer Turner
- Christian Thomas (Leichtathlet) (* 1965), deutscher Weitspringer
- Christian Thomas (Eishockeyspieler) (* 1992), kanadischer Eishockeyspieler
- Christian Ludwig Thomas (1848–1913), deutscher Architekt und Archäologe
- Christopher Thomas (* 1961), deutscher Fotograf
- Christopher Yancy Thomas (1818–1879), US-amerikanischer Politiker
- Clarence Thomas (* 1948), US-amerikanischer Jurist
- Claude AnShin Thomas (* 1947), US-amerikanischer Mönch
- Claus Thomas (* 1924), deutscher Mediziner, Musikwissenschaftler, Regisseur, Sänger und Hochschullehrer für Sprechwissenschaft/-pädagogik
- Clayton Thomas (* 1976), australischer Musiker
- Clem Thomas (1929–1996), walisischer Rugby-Union-Spieler
- Clive Eric Thomas (* 1971), grenadischer Geistlicher
- Colette Thomas (1929–2001), französische Schwimmerin
- Coraline Thomas Hugue (* 1984), französische Skilangläuferin
- Cornelia Thomas (* 1960), Schweizer Skilangläuferin
- Craig Thomas (Autor) (1942–2011), britischer Autor
- Craig Thomas (Musiker), US-amerikanischer Jazzbassist
- Craig Thomas (Schauspieler), Schauspieler
- Craig Thomas (Drehbuchautor), US-amerikanischer Drehbuchautor und Produzent
- Craig L. Thomas (1933–2007), US-amerikanischer Politiker
- Cyrus Thomas (1825–1910), US-amerikanischer Altamerikanist und Entomologe

### D
- Dafydd Elis-Thomas, Baron Elis-Thomas (1946–2025), walisischer Politiker
- Dagmar von Thomas (1932–2020), deutsche Schauspielerin und Hörspielsprecherin
- Damon Thomas (* 1970), US-amerikanischer American-Football-Spieler
- Daniel Thomas (Footballspieler) (* 1987), US-amerikanischer American-Football-Spieler
- Daniel Edward Thomas (* 1959), US-amerikanischer Geistlicher, Bischof von Toledo
- Daniel Holcombe Thomas (1906–2000), US-amerikanischer Richter
- Danniel Thomas-Dodd (* 1992), jamaikanische Kugelstoßerin
- Danny Thomas (Schauspieler) (1912–1991), US-amerikanischer Schauspieler und Comedian
- Danny Thomas (Fußballspieler, 1961) (* 1961), englischer Fußballspieler
- Danny Thomas (Fußballspieler, 1981) (* 1981), englischer Fußballspieler
- Danny Thomas (Fußballspieler, 1985) (* 1985), walisischer Fußballspieler
- Danny Thomas (Tennisspieler) (* 1999), US-amerikanischer Tennisspieler
- Dante Thomas (* 1978), US-amerikanischer Sänger und Musiker
- Darren Anthony Thomas, US-amerikanischer Schauspieler und Synchronsprecher
- Darryl Thomas (1965–2018), US-amerikanischer Basketballspieler
- Dave Thomas (Fußballspieler, 1917) (1917–1991), englischer Fußballspieler
- Dave Thomas (Unternehmer) (1932–2002), US-amerikanischer Unternehmer, Gründer von Wendy’s
- Dave Thomas (Golfspieler) (* 1934), walisischer Golfspieler
- Dave Thomas (Schauspieler) (* 1949), kanadischer Schauspieler und Komiker
- Dave Thomas (Fußballspieler, 1950) (* 1950), englischer Fußballspieler
- Dave Thomas (Programmierer) (* 1956), britisch-amerikanischer Programmierer
- Dave Thomas, Pseudonym von Dave Thompson (Journalist) (* 1960), britischer Musikjournalist
- Dave Thomas (Footballspieler) (* 1968), US-amerikanischer American-Football-Spieler
- David Thomas (Politiker, 1762) (1762–1831), US-amerikanischer Jurist und Politiker
- David Thomas (Botaniker) (1776–1859), US-amerikanischer Ingenieur und Botaniker
- David Thomas, 1. Viscount Rhondda (1856–1918), walisischer Politiker, Mitglied des House of Commons
- David Thomas (Sänger) (* 1943), britischer Sänger (Bass)
- David Thomas (1953–2025), US-amerikanischer Sänger, siehe Pere Ubu
- David Thomas (Journalist) (1953/1954–1991), britischer Journalist
- David Thomas (Politiker, 1955) (* 1955), britischer Politiker
- David Thomas (Cricketspieler) (1956–2012), britischer Cricketspieler
- David Thomas (Pseudonym Tom Cain; * 1959), britischer Journalist und Schriftsteller, siehe Diana Thomas
- David Thomas (Musiker), britischer Musiker
- David Thomas (Gedächtnissportler) (* 1968), US-amerikanischer Gedächtnissportler und Autor
- David Thomas (Fußballspieler) (* 1979), walisischer Fußballspieler
- David Thomas (Tennisspieler) (* 1988), deutscher Tennisspieler
- David Clayton-Thomas (* 1941), kanadischer Musiker
- David Gilbert Thomas (1928–2015), britisch-US-amerikanischer Physiker
- David St. Thomas (1929–2014), britischer Herausgeber und Buchautor
- Dean Thomas (Fußballspieler) (* 1961), walisischer Fußballspieler
- Dean Thomas (Rennfahrer) (* 1973), australischer Motorradrennfahrer
- Debi Thomas (* 1967), US-amerikanische Eiskunstläuferin
- Delme Thomas (* 1942), walisischer Rugbyspieler
- Demaryius Thomas (1987–2021), US-amerikanischer American-Football-Spieler
- Denise Thomas-Goorieckx (* vor 1941), belgische Archäologin
- Derrick Thomas (1967–2000), US-amerikanischer American-Football-Spieler
- Diana Thomas (David Thomas; * 1959), britischer Journalist und Schriftsteller
- Dieter Thomas (1947–2016), deutscher Kabarettist
- Dieter Hugo Thomas (1937–2013), deutscher Testpilot
- Dietrich Thomas (* 1974), deutscher Jazzpianist
- Dom Thomas (* 1996), schottischer Fußballspieler
- Donald Thomas (Rennfahrer) (1932–1977), US-amerikanischer NASCAR-Rennfahrer
- Donald Thomas (Leichtathlet) (* 1984), Leichtathlet von den Bahamas
- Donald Thomas (Footballspieler) (* 1985), US-amerikanischer American-Football-Spieler
- Donald A. Thomas (* 1955), US-amerikanischer Astronaut
- Donald M. Thomas (1935–2023), britischer Schriftsteller
- Doris R. Thomas (* 1972), deutsche Autorin
- Dorothy Swaine Thomas (1899–1977), US-amerikanische Soziologin und Ökonomin
- Dorsey B. Thomas (1823–1897), US-amerikanischer Politiker
- Duane Thomas (1947–2024), US-amerikanischer American-Football-Spieler
- Duane Thomas (Boxer) (1961–2000), US-amerikanischer Boxer
- Dwight Thomas (* 1980), jamaikanischer Leichtathlet
- Dylan Thomas (1914–1953), walisischer Schriftsteller
- Dylan Thomas (* 1971), US-amerikanischer Straftäter, siehe Jon Schillaci
- Dylan Thomas (Snowboarder) (* 1994), US-amerikanischer Snowboarder
- Dylan Thomas (Hockeyspieler) (* 1996), neuseeländischer Hockeyspieler

### E
- Earl Thomas (* 1989), US-amerikanischer American-Football-Spieler
- Eberhard Thomas (* 1944), deutscher Klassischer Archäologe
- Ebony Thomas (* 1982), britische Schauspielerin, Songwriterin und Sängerin
- Eddie Kaye Thomas (* 1980), US-amerikanischer Schauspieler
- Edit B. Thomas (1923–1988), ungarische Provinzialrömische Archäologin
- Edward Thomas (Altertumsforscher) (1813–1886), britischer Altertumsforscher
- Edward Thomas (Schriftsteller) (1878–1917), britischer Schriftsteller
- Edward Thomas (Schauspieler) (1884–1943), US-amerikanischer Schauspieler
- Edward Thomas (Dramatiker)  (* 1961), walisischer Dramatiker, Drehbuchautor, Schauspieler und Regisseur
- Edward Yeo-Thomas (1902–1964), britischer Spion
- Edward Donnall Thomas (1920–2012), US-amerikanischer Mediziner
- Edwin Thomas (Autor) (* 1977), britischer Schriftsteller
- Edwin Thomas (Schauspieler) (* 1987), britischer Schauspieler
- Edwin Stark Thomas (1872–1952), US-amerikanischer Richter
- Elaine Goldsmith-Thomas, US-amerikanische Filmproduzentin
- Elbert D. Thomas (1883–1953), US-amerikanischer Politiker
- Elias Thomas (1772–1872), US-amerikanischer Geschäftsmann und Politiker
- Elin Manahan Thomas (* 1977), britische Sängerin (Sopran)
- Elizabeth Thomas (Ägyptologin) (1907–1986), US-amerikanische Ägyptologin
- Elizabeth Thomas (* 1946), gambische Politikerin und Misswahl-Gewinnerin, siehe Elizabeth Renner
- Elizabeth Thomas (Tennisspielerin) (* 1984), englische Tennisspielerin
- Elizabeth Marshall Thomas (* 1931), US-amerikanische Ethnologin und Autorin
- Elke Thomas (1935–2014), deutsche Politikerin (CDU)
- Elliot Griffin Thomas (1926–2019), US-amerikanischer Geistlicher, Bischof von Saint Thomas
- Elmer Thomas (1876–1965), US-amerikanischer Politiker
- Elvie Thomas (1891–1979), US-amerikanische Bluessängerin
- Emma Thomas (* 1971), britische Filmproduzentin
- Emmanuel Thomas (Abraham Louis Emmanuel Thomas; 1788–1859), Schweizer Botaniker
- Emil Thomas (Schauspieler) (1836–1904), deutscher Schauspieler
- Emil Thomas (Philologe) (1858–1923), deutscher Klassischer Philologe
- Émile Thomas (1843–1923), französischer Klassischer Philologe
- Émile Thomas (Bildhauer) (1817–1882), französischer Bildhauer
- Emily Thomas (* 1963), britische Philologin, siehe Emily Gowers
- Emily Thomas (Snowboarderin) (* 1973), australische Snowboarderin
- Emily Thomas (Schwimmerin) (* 1990), neuseeländische Schwimmerin
- Emily Thomas (Turnerin) (* 2001), britische Turnerin
- Emily Harvie Thomas Tubman (1794–1885), US-amerikanische Philanthropin
- Erhard Thomas (Zoologe) (1928–2020), deutscher Biologe, Verhaltensforscher
- Erhard Thomas (Biostatistiker) (* 1933), deutscher Hochschullehrer für Biometrie und Versuchswesen
- Erhard Thomas (* 1940), deutscher Journalist und politischer Beamter
- Eric Thomas (Sänger) (1946–2020), deutscher Schlagersänger
- Éric Thomas (Schauspieler) (* 1957), französischer Schauspieler
- Eric Thomas (Leichtathlet) (1973–2022), US-amerikanischer Hürdenläufer
- Erich Thomas (1922–2011), deutscher Jurist und Richter
- Ernest Seymour Thomas (1876–1935), britischer Ägyptologe und Ethnologe
- Ernie Thomas, britischer Motorradrennfahrer
- Ernst Thomas (Journalist) (1916–1997), deutscher Journalist und Musikkritiker
- Ernst-Marcus Thomas (* 1973), deutscher Fernsehmoderator
- Erwin Thomas (1881–1969), deutscher Mediziner und Hochschullehrer
- Erwin Ross Thomas (1850–1936), US-amerikanischer Unternehmer, siehe E. R. Thomas Motor Car Company
- Etan Thomas (* 1978), US-amerikanischer Basketballspieler
- Eugen Thomas (1895–1968), deutscher Unternehmer und Politiker, Oberbürgermeister von Wuppertal
- Eugène Thomas (1903–1969), französischer Politiker, Mitglied der Nationalversammlung, Staatssekretär und Minister
- Evangelina Thomas (* 1991), argentinische Mittelstreckenläuferin
- Eve Thomas (* 2001), neuseeländische Schwimmerin
- Evelyn Thomas (1953–2024), US-amerikanische Sängerin

### F
- Faith Thomas (1933–2023), australische Cricketspielerin und Krankenschwester
- Fannie Thomas (1867–1981), US-amerikanische Supercentenarian
- Felix Thomas (* 1988), deutscher Eishockeyspieler
- Félix Thomas (1815–1875), französischer Maler, Architekt, Bildhauer und Kupferstecher
- Ferdinand Thomas (Maler) (1858–1921), deutscher Kunst- und Landschaftsmaler
- Ferdinand Thomas (Widerstandskämpfer) (1913–1944), deutscher Widerstandskämpfer
- Florian Thomas (Künstler) (* 1966), deutscher Maler
- Florian Thomas (Eishockeyspieler) (* 1991), deutscher Eishockeyspieler
- Foots Thomas (1907–1981), US-amerikanischer Jazzmusiker und Bandleader
- Forrest Thomas (Sänger) († 2013), US-amerikanisch-niederländischer Sänger
- Francis Thomas (1799–1876), US-amerikanischer Politiker
- Frank Thomas (Theologe) (1862–1928), Schweizer evangelischer Geistlicher und Hochschullehrer
- Frank Thomas (1912–2004), US-amerikanischer Animator
- Frank Thomas (Musiker) (1936–2017), französischer Liedtexter
- Frankie Thomas (1921–2006), US-amerikanischer Schauspieler
- Franz Thomas (Maler) (1813–1890), böhmisch-österreichischer Maler
- Franz Thomas (Politiker, 1824) (1824–1883), österreichischer Politiker
- Franz Thomas (Politiker, 1887) (1887–1949), österreichischer Politiker (CS)
- Fred Thomas (* 1985), britischer Fusion- und Jazzmusiker
- Frédéric Thomas (* 1980), französischer Fußballspieler
- Freeman Freeman-Thomas, 1. Marquess of Willingdon (1866–1941), britischer Politiker, Vizekönig von Indien
- Friedrich Thomas (Maler) (1806–1879), deutscher Maler
- Friedrich Thomas (Botaniker) (1840–1918), deutscher Botaniker
- Friedrich Thomas (Politiker) (1861–1939), deutscher Landrat
- Friedrich Thomas (Musiker) (* 1974), deutscher Pianist und Hochschullehrer
- Fritz Thomas (1926–2013), deutscher Musikinstrumentenbauer
- Fritz Thomas-Gottesberg (1910–1997), deutscher Bildhauer, Grafiker und Maler

### G
- Gabrielle Thomas (* 1996), US-amerikanische Sprinterin
- Gareth Thomas (Schauspieler) (1945–2016), britischer Schauspieler
- Gareth Thomas (Politiker, 1954) (* 1954), walisischer Politiker
- Gareth Thomas (Politiker, 1967) (* 1967), englischer Politiker und Parteifunktionär (Co-operative Party)
- Gareth Thomas (Rugbyspieler) (* 1974), walisischer Rugbyspieler
- Gareth Thomas (Rugbyspieler, 1993) (* 1993), walisischer Rugbyspieler
- Gary Thomas (* 1961), US-amerikanischer Jazzmusiker
- Gary L. Thomas (Theologe) (* 1961), US-amerikanischer Theologe
- Gary L. Thomas (General) (* 1962), US-amerikanischer General des US Marine Corps
- Gavin Thomas (* 1977), walisischer Rugby-Union-Spieler
- Geoff Thomas (Tennisspieler), australischer Tennisspieler
- Geoff Thomas (Fußballspieler, 1926) (1926–2006), englischer Fußballspieler
- Geoff Thomas (Fußballspieler, 1946) (* 1946), englischer Fußballspieler
- Geoff Thomas (Fußballspieler, 1948) (1948–2013), walisischer Fußballspieler
- Geoff Thomas (Snookerspieler), walisischer Snookerspieler
- Geoff Thomas (Fußballspieler, 1964) (Geoffrey Robert Thomas; * 1964), englischer Fußballspieler
- Georg Thomas (Künstler) († 1578/1579), Schweizer Maler, Bildhauer und Formschneider
- Georg Thomas (Eisenbahner) (1826–1883), deutscher Ingenieur
- Georg Thomas (General) (1890–1946), deutscher General der Infanterie
- Georg Thomas (Schauspieler), deutscher Schauspieler
- Georg Christian Thomas (* 1797), deutscher Jurist und Abgeordneter
- Georg Friedrich Louis Thomas (1838–1907), deutscher Mediziner
- Georg Martin Thomas (1817–1887), deutscher Historiker und Politiker, MdR
- George Thomas (Söldner) (um 1756–1802), britischer Abenteurer und Söldner
- George Thomas (Golfspieler) (George A. Thomas), US-amerikanischer Golfspieler
- George Thomas, 1. Viscount Tonypandy (1909–1997), britischer Politiker
- George Thomas (Badminton) (* 1966), indischer Badmintonspieler
- George Thomas (Fußballspieler) (* 1997), englisch-walisischer Fußballspieler
- George Thomas (Fußballspieler, 2006) (* 2006), englischer Fußballspieler
- George Alan Thomas (1881–1972), britischer Schach-, Badminton- und Tennisspieler
- George C. Thomas junior (1873–1932), US-amerikanischer Golfarchitekt
- George Henry Thomas (1816–1870), US-amerikanischer General
- George Holt Thomas (1870–1929), britischer Verleger und Luftfahrtpionier
- George Leo Thomas (* 1950), US-amerikanischer Geistlicher, Erzbischof von Las Vegas
- George M. Thomas (1828–1914), US-amerikanischer Politiker
- Geraint Thomas (* 1986), britischer Radrennfahrer
- Gerald Thomas (1920–1993), britischer Filmregisseur
- Gerard Thomas (1663–1720), niederländischer Maler
- Gerhard Thomas (* 1926), deutscher Fußballspieler
- Gerry Thomas (1922–2005), US-amerikanischer Koch
- Glenn Thomas, eigentlicher Name von Doe B (1991–2013), US-amerikanischer Rapper
- Gordon Thomas (Radsportler) (1921–2013), britischer Radsportler
- Gordon Thomas (Autor) (1933–2017), britischer Journalist und Schriftsteller
- Gösta Thomas (* 1949), deutscher Politiker (NPD)
- Gottlob Friedrich Thomas (1755–1835), deutscher Spinnereiunternehmer
- Graeme Thomas (* 1988), britischer Ruderer
- Graham Thomas (Leichtathlet) (1931–1998), australischer Hindernisläufer
- Graham F. Thomas (Graham Frederick Thomas; 1921–2000), britischer Fotograf und Autor
- Graham Stuart Thomas (1909–2003), britischer Gärtner, Gartendesigner und Rosensammler
- Grant Thomas (Radsportler) (1945–2020), britischer Radsportler
- Grant Thomas (Sportfunktionär) (* 1948), US-amerikanischer Sportfunktionär
- Grant Thomas (Bodybuilder), britischer Bodybuilder
- Grosvenor Thomas (1856–1923), australischer Maler
- Günter Thomas (* 1960), deutscher protestantischer Theologe
- Gwilym Ivor Thomas (1893–1972), britischer General
- Gwyn Thomas (1913–1981), walisischer Schriftsteller

### H
- Haley Thomas (* 1999), US-amerikanische Fußballspielerin
- Hans Thomas (Grafiker) (1903–1980), österreichischer Grafiker, Maler und Illustrator
- Hans Thomas (Musiker) (1937–2019), deutscher Jazzmusiker und Musikredakteur
- Hans Thomas (Opus Dei) (* 1937), deutscher Opus-Dei-Funktionär
- Hans-Jürgen Thomas (Mediziner) (* 1939), deutscher Arzt und Ärztefunktionär
- Hans-Jürgen Thomas (Fußballspieler) (1948–2018), deutscher Fußballspieler
- Hans-Peter Thomas (1936–2018), deutscher Amateurboxer und Boxtrainer
- Hans Robert Thomas (1924–2019), deutscher Unternehmer und Mäzen
- Harold Thomas (* 1947), australischer Maler
- Harold Wolferstan Thomas (1875–1931), kanadischer Arzt
- Harrison Thomas (* 1990), US-amerikanischer Schauspieler
- Harry Thomas (1890–1941), britisch-kanadischer Pianist
- Heather Thomas (* 1957), US-amerikanische Schauspielerin
- Héctor Thomas (1938–2008), venezolanischer Zehnkämpfer
- Heidi Thomas (* 1962), britische Drehbuchautorin und Dramatikerin
- Heiko Thomas (* 1969), deutscher Politiker
- Heiner Thomas (* 1958), deutscher Fußballspieler
- Heinrich Thomas (1952–2015), deutscher Grafik-Designer
- Heinz Thomas (Jurist) (1920–2002), deutscher Jurist
- Heinz Thomas (Historiker) (1935–2024), deutscher Historiker
- Helen Thomas (1920–2013), US-amerikanische Journalistin
- Helga Thomas (Schauspielerin) (1891–1988), schwedische Schauspielerin
- Helga Thomas (Politikerin) (* 1936), deutsche Politikerin (SPD), MdA Berlin
- Helga Thomas (Erziehungswissenschaftlerin) (1937–2015), deutsche Erziehungswissenschaftlerin
- Helga Thomas (Schriftstellerin) (* 1943), deutsche Psychoanalytikerin und Schriftstellerin
- Helmut Thomas (1930–2018), deutscher katholischer Priester und Geistlicher Rat
- Helmuth Thomas (1906–1957), deutscher Germanist
- Hendry Thomas (* 1985), honduranischer Fußballspieler
- Henri Thomas (1912–1993), französischer Schriftsteller
- Henry Thomas (Bluesmusiker) (Ragtime Texas; 1874?–nach 1929), US-amerikanischer Bluesmusiker
- Henry Thomas (Boxer) (1888–1963), britischer Boxer
- Henry Thomas (Schauspieler) (* 1971), US-amerikanischer Schauspieler
- Henry Thomas (Rugbyspieler) (* 1991), englisch-walisischer Rugbyspieler
- Henry F. Thomas (1843–1912), US-amerikanischer Politiker
- Henry Wirtz Thomas (1812–1890), US-amerikanischer Politiker
- Herb Thomas (1923–2000), US-amerikanischer Rennfahrer
- Herbert Thomas (* 1915), deutscher Fußballspieler
- Herbert Henry Thomas (1876–1935), britischer Geologe
- Hermann Thomas (1865–1924), deutscher Politiker (SPD)
- Hersal Thomas (1906–1926), US-amerikanischer Pianist
- Hociel Thomas (1904–1952), US-amerikanische Musikerin
- Holger Thomas (* 1956), deutscher Schlagersänger
- Horst Thomas (1920–1993), deutscher Schauspieler
- Hubert Thomas, pfälzischer Geheimsekretär und Historiker
- Hugh Thomas, Baron Thomas of Swynnerton (1931–2017), britischer Historiker und Schriftsteller
- Hugh Thomas (Reiter) (* 1948), britischer Vielseitigkeitsreiter und Reitsportfunktionär
- Hugh Thomas (Schauspieler) (* 1949), britischer Schauspieler
- Hugh Evan-Thomas (1862–1928), britischer Admiral
- Hugh Hamshaw Thomas (1885–1962), britischer Paläobotaniker
- Hugh Owen Thomas (1834–1891), britischer Chirurg und Orthopäde
- Hugues Thomas (1803–1855), Schweizer Politiker
- Huw Thomas (* 1958), britischer Gastroenterologe und Leibarzt von Elisabeth II. und Charles III.

### I
- Ian Thomas (Sänger, 1950) (* 1950), kanadischer Sänger, Komponist, Schauspieler und Autor
- Ian Thomas (Schlagzeuger) (* 1963), britischer Schlagzeuger
- Ian Thomas (Schachspieler) (* 1967), englischer Schachspieler
- Ian Thomas (Sänger, 1997) (* 1997), belgischer Sänger
- Ian Thomas (Footballspieler) (* 1996), US-amerikanischer American-Football-Spieler
- Iestyn Thomas (* 1976), walisischer Rugby-Union-Spieler
- Ignacio Álvarez Thomas (1787–1857), argentinischer Offizier und Politiker
- Ike Thomas (* 1947), US-amerikanischer American-Football-Spieler
- Imogen Thomas, australische Filmregisseurin, Drehbuchautorin und Filmproduzentin
- Ines Thomas Almeida (* 1976), portugiesische Sängerin (Mezzosopran)
- Irma Thomas (geb. Irma Lee; * 1941), US-amerikanische Sängerin
- Isaac Thomas (1784–1859), US-amerikanischer Politiker
- Isabelle Thomas (Geographin) (* 1956), belgische Geographin
- Isabelle Thomas (Politikerin) (* 1961), französische Politikerin
- Isaiah Thomas (Journalist) (1749–1831), US-amerikanischer Journalist
- Isaiah Thomas (* 1989), US-amerikanischer Basketballspieler
- Ise Thomas (* 1960), deutsche Politikerin (Bündnis 90/Die Grünen)
- Isiah Thomas (* 1961), US-amerikanischer Basketballspieler
- Ivor Thomas (Gewerkschafter) (1875–1963), walisischer Gewerkschafter und Politiker (Independent Labour Party)
- Ivor Bulmer-Thomas (1905–1993), britischer Journalist und Politiker
- Ivor Owen Thomas (1898–1982), britischer Gewerkschafter und Politiker (Labour Party)
- Iwan Thomas (* 1974), walisischer Leichtathlet

### J
- J. Parnell Thomas (1895–1970), US-amerikanischer Politiker
- Jack Thomas (Fußballspieler, 1891) (1891–??), englischer Fußballspieler
- Jack Thomas (Skeletonpilot) (* 1990), britischer Skeletonpilot
- Jack Thomas (Fußballspieler, 1994) (* 1994), englischer Fußballspieler
- Jackie Thomas (* 1990), neuseeländische Sängerin
- Jake Thomas (* 1990), US-amerikanischer Schauspieler
- James Thomas (1785–1845), US-amerikanischer Politiker
- James Thomas, 1. Viscount Cilcennin (1903–1960), britischer Politiker
- James Thomas (Bluesmusiker) (1926–1993), US-amerikanischer Blues-Musiker
- James Thomas (Filmeditor), britischer Filmeditor
- James Thomas (Filmemacher), US-amerikanischer Filmproduzent, Filmregisseur, Drehbuchautor und Filmeditor
- James Thomas (Fußballspieler) (* 1979), walisischer Fußballspieler
- James Thomas (Basketballspieler) (* 1980), US-amerikanischer Basketballspieler
- James Thomas (Schauspieler), kanadischer Schauspieler
- James Havard Thomas (1854–1921), britischer Bildhauer, Zeichner und Lehrer
- James Henry Thomas (1874–1949), britischer Politiker
- James Houston Thomas (1808–1876), US-amerikanischer Politiker
- James Samuel Thomas (1919–2010), US-amerikanischer Bischof
- Jameson Thomas (1888–1939), britischer Schauspieler
- Jamie Thomas (* 1974), US-amerikanischer Skateboarder
- Jammie Thomas-Rasset (* 1977), US-amerikanische wegen Filesharings verklagte Frau
- Jan Thomas (Maler) (Johannes Thomas; 1617–1678), flämischer Maler
- Jan Thomas (Eisschnellläufer), deutscher Eisschnellläufer
- Jan Thomas (Stylist) (eigentlich Jan Bertin Østervold; * 1966), norwegischer Friseur und Stylist
- Jarret Thomas (* 1981), US-amerikanischer Snowboarder
- Jasmine Thomas (Sängerin), deutsche Sängerin und Songwriterin
- Jasmine Thomas (Basketballspielerin) (* 1989), US-amerikanische Basketballspielerin
- Jasmine Thomas-Girvan (* 1961), jamaikanische Goldschmiedin und Designerin
- Jason Thomas (* 1997), vanuatuischer Fußballspieler
- Jay Thomas (Schauspieler) (1948–2017), US-amerikanischer Schauspieler und Moderator
- Jay Thomas (Musiker) (* 1949), US-amerikanischer Jazzmusiker
- Jay Thomas (Basketballspieler) (* 1979), US-amerikanisch-deutscher Basketballspieler
- Jay Emmanuel-Thomas (* 1990), englischer Fußballspieler
- Jean Thomas (Fußballspieler) (1929–2018), französischer Fußballspieler und -trainer
- Jean Thomas (Biochemikerin) (* 1942), walisische Biochemikerin und Hochschullehrerin
- Jean Thomas-Fox, US-amerikanische Sängerin
- Jean Bell Thomas (1882–1982), US-amerikanischer Musikveranstalter, Fotograf und  Autor
- Jean-Charles Thomas (1929–2023), französischer Geistlicher, Bischof von Versailles
- Jean-Luc Thomas (* 1963), französischer Skilangläufer
- Jean-Mathurin Guénaël Thomas (1899–1945), französischer Ordensgeistlicher und Widerstandskämpfer
- Jens Thomas (Pianist) (* 1970), deutscher (Jazz-)Pianist, Stimmperformer und Komponist
- Jens Thomas (Politiker) (* 1976), deutscher Politiker (Die Linke), MdL Thüringen
- Jefferson Thomas (1942–2010), US-amerikanischer Bürgerrechtler
- Jeffrey Thomas (Autor) (* 1957), US-amerikanischer Romanautor
- Jeffrey Thomas (Schauspieler), neuseeländischer Schauspieler, Schriftsteller und Drehbuchautor
- Jeremy Thomas (* 1949), britischer Filmproduzent
- Jermaine Thomas (* 1984), US-amerikanisch-ungarischer Basketballspieler
- Jérôme Thomas (Zirkuskünstler), französischer Zirkuskünstler
- Jérôme Thomas (Musiker) (* 1963), Schweizer Jazzmusiker
- Jérôme Thomas (Boxer) (* 1979), französischer Boxer
- Jerome Thomas (Fußballspieler, 1983) (* 1983), englischer Fußballspieler
- Jerome Thomas (Fußballspieler, 1984) (* 1984), dominicanischer Fußballspieler
- Jerry Thomas († 1885), US-amerikanischer Gastronom
- Jess Thomas (1927–1993), US-amerikanischer Sänger (Tenor)
- Jesse Thomas (Musiker) (1911–1995), US-amerikanischer Bluesmusiker
- Jesse Thomas (Footballspieler) (1928–2012), US-amerikanischer Footballspieler
- Jesse Thomas (Triathlet) (* 1980), US-amerikanischer Duathlet und Triathlet
- Jesse B. Thomas (1777–1853), amerikanischer Politiker
- Jessica Melbourne-Thomas, australische Meeresbiologin und Ökologin
- Jim Thomas (* 1974), US-amerikanischer Tennisspieler
- Joachim Thomas, Psychologin und Hochschullehrer
- Jochen Thomas (1925–1995), deutscher Schauspieler
- Joe Thomas (Rennfahrer), US-amerikanischer Automobilrennfahrer
- Joe Thomas (Saxophonist, 1902) (1902–1981), US-amerikanischer Jazzsaxophonist und -klarinettist
- Joe Thomas (Klarinettist) (1908–??), US-amerikanischer Jazzmusiker und Produzent
- Joe Thomas (Saxophonist, 1909) (1909–1986), US-amerikanischer Jazzmusiker
- Joe Thomas (Trompeter) (1909–1984), US-amerikanischer Jazzmusiker
- Joe Thomas (Saxophonist, 1933) (1933–2017), US-amerikanischer Jazzmusiker
- Joe Thomas (Produzent) (* 1956/1957), US-amerikanischer Musiker und Produzent
- Joe Thomas (* 1973), US-amerikanischer R&B-Sänger, siehe Joe (Sänger)
- Joe Thomas (Schriftsteller) (* 1977), britischer Kriminalschriftsteller
- Joe Thomas (Schauspieler) (* 1983), britischer Schauspieler
- Joe Thomas (Footballspieler) (* 1984), US-amerikanischer American-Football-Spieler
- Joel Thomas (Schwimmer) (* 1966), US-amerikanischer Schwimmer
- Joël Thomas (* 1987), französischer Fußballspieler
- Johann Gerhard Christian Thomas (1785–1838), deutscher Politiker und Rechtshistoriker
- Johann Thomas (Diplomat) (1624–1679), Jurist, Hofrat und Justitia-Rath in Sachsen-Altenburg
- Johannes Thomas (Maler) (1793–1863), deutscher Maler und Lithograf
- Johannes Thomas (Romanist) (* 1941), deutscher Romanist
- Johannes Thomas (Ruderer) (* 1949), deutscher Ruderer
- John Thomas (Salisbury) (1691–1766), englischer Geistlicher, Bischof von Lincoln und Salisbury
- John Thomas (Winchester) (1696–1781), englischer Geistlicher, Bischof von Peterborough, Salisbury und Winchester
- John Thomas (General) (1724–1776), US-amerikanischer General
- John Thomas (Mediziner) (1805–1871), britisch-amerikanischer Mediziner
- John Thomas (Bildhauer) (1813–1862), britischer Bildhauer und Architekt
- John Thomas (Harfenist) (1826–1913), walisischer Harfenspieler
- John Thomas (Chemiker, 1886) (1886–1933), britischer Chemiker
- John Thomas (Footballspieler, 1900) (1900–1977), US-amerikanischer American-Football-Spieler
- John Thomas (Posaunist), US-amerikanischer Posaunist
- John Thomas (Footballspieler, 1935) (* 1935), US-amerikanischer American-Football-Spieler
- John Thomas (Eishockeyspieler) (1936–1995), australischer Eishockeyspieler
- John Thomas (Leichtathlet) (1941–2013), US-amerikanischer Hochspringer
- John Thomas (Gitarrist) (1954–2023), US-amerikanischer Musiker
- John Thomas, Baron Thomas of Cwmgiedd (* 1947), britischer Jurist
- John Thomas (Kameramann), US-amerikanischer Kameramann
- John Thomas (Footballspieler, 1964) (* 1964), US-amerikanischer American-Football-Spieler
- John Thomas (Basketballspieler) (* 1975), US-amerikanischer Basketballspieler
- John Chew Thomas (1764–1836), US-amerikanischer Politiker
- John E. Thomas, US-amerikanischer Physiker
- John Evan Thomas (1810–1873), britischer Bildhauer
- John J. Thomas (1813–um 1895), US-amerikanischer Politiker
- John Jacob Thomas (1841–1889), trinidadischer Linguist und Schriftsteller
- John Lewis Thomas (1835–1893), US-amerikanischer Politiker
- John Meurig Thomas (1932–2020), britischer Chemiker
- John Michael Thomas (* 1949), US-amerikanischer Sänger, siehe Mickey Thomas (Sänger)
- John Parnell Thomas (1895–1970), US-amerikanischer Politiker, siehe J. Parnell Thomas
- John R. Thomas (John Robert Thomas; 1846–1914), US-amerikanischer Politiker
- John Rogers Thomas (1830–1896), US-amerikanischer Komponist
- John Stradling Thomas (1925–1991), britischer Politiker, Unterhausabgeordneter
- John W. Thomas (1874–1945), US-amerikanischer Politiker
- Jomon Thomas (Filmproduzent), australischer Filmproduzent
- Jomon Thomas (Kameramann), indischer Kameramann
- Jonathan Thomas (* 1982), walisischer Rugby-Union-Spieler
- Jonathan Taylor Thomas (* 1981), US-amerikanischer Schauspieler
- Joniar Thomas (* 2001), grenadische Leichtathletin
- Josef Thomas (Widerstandskämpfer) (1895–1975), deutscher Politiker (KPD, SED), Richter und Widerstandskämpfer
- Josef Thomas (Ingenieur) (* 1942), deutscher Luftfahrtingenieur
- Joseph Thomas (Geodät) (1803–??), britischer Geodät
- Joseph Thomas (Boxer) (Joe Thomas), südafrikanischer Boxer
- Joseph J. Thomas (* 1920), deutscher Diplomat
- Joseph Miller Thomas (1898–1979), US-amerikanischer Mathematiker
- Josh Thomas (Gitarrist) (* 1970), australischer Gitarrist
- Josh Thomas (Footballspieler, 1981) (Joshua Lloyd Thomas; * 1981), US-amerikanischer American-Football-Spieler (Defensive End)
- Josh Thomas (Komiker) (Joshua Michael Thomas; * 1987), australischer Schauspieler, Komiker und Drehbuchautor
- Josh Thomas (Footballspieler, 1989) (* 1989), US-amerikanischer American-Football-Spieler (Cornerback)
- Josh Thomas (Footballspieler, 1991) (* 1991), australischer Australian-Football-Spieler
- Josh Thomas (Fußballspieler) (* 1999), englischer Fußballspieler
- Joshua Thomas (Historiker) (1719–1797), walisischer Geistlicher und Historiker
- Joshua Thomas (Jurist) (1751–1821), US-amerikanischer Jurist, Richter und Politiker
- Joshua Mark Thomas (* 1973), US-amerikanischer Fotograf und Designer
- Josiah Thomas (1863–1933), australischer Politiker
- Julian Thomas (Journalist) (Vagabond; 1843–1896), australischer Journalist und Autor
- Julian Thomas (Archäologe) (Julian Stewart Thomas; * 1959), britischer Archäologe
- Julian Thomas (Sänger) (* 1975), niederländischer Sänger und Songwriter
- Julian Thomas (Schauspieler), US-amerikanischer Schauspieler
- Julian Thomas (Pokerspieler) (Julian Simon Thomas; * 1981), deutscher Pokerspieler
- Julian Thomas (Leichtathlet) (* 1986), britischer Leichtathlet
- Julian Thomas (Handballspieler) (* 2002), deutscher Handballspieler
- Julie Thomas, britische Politikerin
- Juliette Thomas (* 2000), belgische Leichtathletin
- Julius Thomas (* 1988), US-amerikanischer American-Football-Spieler
- Jürgen Thomas (Flugzeugkonstrukteur) (* 1937), deutscher Flugzeugkonstrukteur
- Jürgen Thomas (Skispringer) (* 1956),  deutscher Skispringer und Skisprungfunktionär
- Justin Thomas (* 1993), US-amerikanischer Golfspieler

### K
- Kaihim Thomas (* 2003), trinidadischer Fußballspieler
- Karen Hartley Thomas, britische Maskenbildnerin und Hairstylistin
- Karin Thomas (Kunsthistorikerin) (* 1941), deutsche Kunsthistorikerin und Schriftstellerin
- Karin Thomas (Skilangläuferin) (* 1961), Schweizer Skilangläuferin
- Karl Thomas (Philosoph) (1809–1873), deutscher Philosoph und Hochschullehrer
- Karl Thomas (Mediziner) (1883–1969), deutscher Mediziner
- Karl Thomas (Möbel-Tischler), 1956 Mit-Erfinder des Lattenrostes
- Karl Gustav Adolf Thomas (1834–1887), deutscher Landschaftsmaler
- Karl-Heinz Thomas (Politiker) (1929–2001), deutscher Politiker
- Karl-Heinz Thomas (Schauspieler) (* 1937), deutscher Schauspieler
- Karlheinz G. Schmitt-Thomas (* 1928), deutscher Ingenieur und Hochschullehrer
- Karl Ludwig Thomas (1933–2016), deutscher Physiker
- Karolin Thomas (* 1985), deutsche Fußballspielerin
- Katrin Thomas, auch Kathrin Thomas (1925–2009), deutsche Kinderbuchautorin, siehe Helge Darnstädt
- Katrin Thomas (* 1963), deutsche Fotografin, Künstlerin und Hochschullehrerin
- Keeyan Thomas (* 2005), dominicanischer Fußballspieler
- Keith Thomas (Fußballspieler, 1929) (1929–2021), englischer Fußballspieler
- Keith Thomas (Historiker) (Keith Vivian Thomas; * 1933), britischer Historiker
- Keith Thomas (Segler) (* 1956), Segler von den Britischen Jungferninseln
- Keith Thomas (Songwriter), US-amerikanischer Songwriter und Plattenproduzent
- Keith Thomas (Regisseur), US-amerikanischer Filmregisseur, Produzent und Drehbuchautor
- Keith Thomas (Fußballspieler, 1987) (* 1987), englischer Fußballspieler
- Ken Thomas, US-amerikanischer Schauspieler
- Kenneth W. Thomas (* 1943), US-amerikanischer Verhaltensforscher und Sachbuchautor
- Kenny Thomas (Sänger) (* 1968), englischer Sänger
- Kenny Thomas (Basketballspieler) (Kenneth Cornelius Thomas; * 1977), US-amerikanischer Basketballspieler
- Kerstin Thomas (* 1970), deutsche Kunsthistorikerin
- Khaylan Kearse-Thomas (* 1997), US-amerikanischer Footballspieler
- Khleo Thomas (* 1989), US-amerikanischer Schauspieler
- Kid Thomas (Musiker) (1934–1970), US-amerikanischer Blues- und Rock-’n’-Roll-Musiker
- Kid Thomas Valentine (1896–1987), US-amerikanischer Jazztrompeter und Bandleader des New Orleans Jazz
- Kim Thomas (* 1959), US-amerikanische Sprinterin
- Klaus Thomas (1915–1992), deutscher Mediziner und Theologe
- Kristian Thomas (* 1989), britischer Turner
- Kristin Scott Thomas (* 1960), britisch-französische Schauspielerin
- Kurt Thomas (Offizier) (1896–1943), deutscher Generalleutnant
- Kurt Thomas (Widerstandskämpfer) (1904–1938), deutscher Widerstandskämpfer
- Kurt Thomas (Komponist) (1904–1973), deutscher Komponist, Musikpädagoge und Chorleiter
- Kurt Thomas (Holocaustüberlebender) (auch Kurt Ticho; 1914–2009), tschechischer Holocaustüberlebender
- Kurt Thomas (Musikwissenschaftler) (1920–2003), deutscher Musikwissenschaftler
- Kurt Thomas (Turner) (1956–2020), amerikanischer Turner
- Kurt Thomas (Basketballspieler) (* 1972), amerikanischer Basketballspieler

### L
- Lafayette Thomas (1928–1977), US-amerikanischer Bluessänger und Gitarrist
- Lamar Thomas (* 1975), US-amerikanischer Rapper
- Lanae-Tava Thomas (* 2001), jamaikanisch-US-amerikanische Leichtathletin
- Lance Thomas (Physiker) (1930–2015), britischer Physiker und Umweltwissenschaftler
- Lance Thomas (Basketballspieler)  (* 1988), US-amerikanischer Basketballspieler
- Larri Thomas (1932–2013), US-amerikanische Tänzerin und Schauspielerin
- LaToya Thomas (* 1981), US-amerikanische Basketballspielerin
- Leah Thomas (* 1989), US-amerikanische Radrennfahrerin
- Lee Thomas, US-amerikanischer Autor
- Lee M. Thomas (* 1944), US-amerikanischer Manager
- Leon Thomas (1937–1999), US-amerikanischer Jazz-Sänger
- Leon Thomas III (* 1993), US-amerikanischer Schauspieler und Sänger
- Léon-Benoit-Charles Thomas (1826–1894), französischer Geistlicher, Erzbischof von Rouen
- Lera Millard Thomas (1900–1993), US-amerikanische Politikerin
- Leslie Thomas (1931–2014), britischer Schriftsteller
- Lester Thomas (1864–1928), britischer Komponist, siehe Leslie Stuart
- Levon Thomas (* 1955), deutscher Sänger und Musikproduzent
- Lewis Thomas (1913–1993), US-amerikanischer Mediziner und Schriftsteller
- Lia Thomas (* 1998/1999), US-amerikanische Schwimmerin
- Linda Thomas-Greenfield (* 1952), US-amerikanische Diplomatin
- Lindsay Thomas (* 1943), US-amerikanischer Politiker
- Llewellyn Thomas (auch L. H. Thomas; 1903–1992), britischer Physiker
- Logan Thomas (* 1991), US-amerikanischer American-Football-Spieler
- Lorenzo Thomas (1804–1875), US-amerikanischer General
- Lot Thomas (1843–1905), US-amerikanischer Politiker
- Louis Thomas (Pädagoge) (1815–1878), deutscher Pädagoge und Autor
- Louis-Vincent Thomas (1922–1994), französischer Soziologe, Anthropologe und Ethnologe
- Lowell Thomas (Journalist) (1892–1981), US-amerikanischer Journalist
- Lowell Thomas junior (1923–2016), US-amerikanischer Politiker und Produzent
- Lowri Thomas (* 1999), britische Bahnradsportlerin
- Lucien-Paul Thomas (1880–1948), belgischer Romanist und Hispanist
- Lucius Thomas (* 1949), jamaikanischer Polizeibeamter
- Lucy Thomas (Sängerin) (* 2004), britische Sängerin
- Ludmila Thomas (* 1934), deutsche Historikerin
- Ludwig Thomas (Ingenieur) (1810–1868), deutscher Ingenieur und Hochschullehrer
- Ludwig Thomas (Politiker) (1810–1891), deutscher Geistlicher und Politiker (NLP)
- Ludwig Thomas (1838–1907), deutscher Mediziner, siehe Georg Friedrich Louis Thomas
- Ludwig Thomas (Musiker) (* 1957), deutscher Sänger (Bariton) und Komponist
- Ludwig K. Thomas (* 1933), deutscher Physiker.
- Luke Thomas (Fußballspieler, 1999) (* 1999), englischer Fußballspieler
- Luke Thomas (Fußballspieler, 2001) (* 2001), englischer Fußballspieler
- Luther Thomas (1950–2009), US-amerikanischer Jazzmusiker

### M
- M. Z. Thomas (Thomas Michael Zottmann; * 1915), deutscher Psychotherapeut und Schriftsteller
- Madathilparampil Mammen Thomas (1916–1996), südindischer christlicher Theologe und Sozaildenker
- Madeleine Thomas (* 1950), französische Leichtathletin
- Malcolm Thomas (1929–2012), neuseeländischer Rugby-Union-Spieler
- Manuel Thomas (* 1940), deutscher Schriftsteller und Maler
- Marc Thomas (Informatiker) (Marc Phillip Thomas; 1950–2017), US-amerikanischer Mathematiker und Informatiker
- Marc Thomas (Sänger) (1959–2015), französischer Jazzmusiker
- Marc Thomas (Filmschaffender) (* 1975), deutscher Regisseur, Filmeditor und Kameramann
- Marco Thomas (Mathematiker), Mathematikdidaktiker und Hochschullehrer
- Marco Thomas (* 1972), deutscher Klarinettist
- Marcus Thomas (Boxer) (* 1970), barbadischer Boxer
- Marcus Thomas (Schauspieler), belgisch-amerikanischer Schauspieler
- Marcus Thomas (Footballspieler) (* 1985), US-amerikanischer  American-Football-Spieler
- Margaret Thomas (Künstlerin, 1842) (1842–1929), britisch-australische Malerin, Bildhauerin und Schriftstellerin
- Margaret Thomas (Künstlerin, 1916) (1916–2016), britische Malerin
- Margaret Thomas (Sportschützin) (* 1953), britische Sportschützin
- Margaret Thomas-Neale (* 1931), britische Turnerin
- Margaret Elizabeth Thomas, Geburtsname von Margaret Murie (1902–2003), US-amerikanische Naturforscherin, Naturschützerin und Schriftstellerin
- Margaret Haig Thomas, Geburtsname von Margaret Mackworth, 2. Viscountess Rhondda (1883–1958), britische Adlige und Frauenrechtlerin
- Marguerite Thomas-Clement (1886–1979), luxemburgische Politikerin und erste weibliche Abgeordnete im luxemburgischen Parlament
- Marie Thomas (1896–1966), indonesische Ärztin
- Marie-Bernadette Thomas (* 1955), französische Fußballspielerin
- Mark Thomas (Komponist) (1956–2023), britischer Komponist
- Mark Thomas (Rennfahrer) (* 1960), kanadischer Automobilrennfahrer
- Mark Thomas (Kabarettist) (* 1963), englischer Kabarettist und Dokumentarfilmer
- Mark Thomas (Leichtathlet) (* 1965), britischer Sprinter
- Mark Thomas (Footballspieler, 1969) (* 1969), US-amerikanischer  American-Football-Spieler
- Mark Thomas (Footballspieler, 1976) (* 1976), US-amerikanischer  American-Football-Spieler
- Mark Thomas (Eishockeyspieler) (* 1983), englischer Eishockeyspieler
- Mark G. Thomas (* 1964), englischer Evolutionsgenetiker
- Marlo Thomas (Margaret Julia Thomas; * 1937), US-amerikanische Schauspielerin und Produzentin
- Martha Thomas (* 1996), US-amerikanische Fußballspielerin
- Martha Carey Thomas (1857–1935), US-amerikanische Lehrerin und Frauenrechtlerin
- Martin Thomas, Baron Thomas of Gresford (* 1937), britischer Jurist und Politiker
- Martin Thomas (Politiker) (* 1950), deutscher Politiker (Bündnis 90/Die Grünen)
- Martin Thomas (Fotograf) (* 1953), deutscher Fotograf
- Martin Thomas (Fußballspieler, 1959) (Martin Richard Thomas; * 1959), walisischer Fußballspieler
- Martin Thomas (Künstler) (* 1960), deutscher Künstler
- Martin Thomas (Historiker) (* 1964), britischer Historiker
- Martin Thomas (Fußballspieler, 1973) (* 1973), englischer Fußballspieler
- Martin Thomas (Kanute) (* 1989), französischer Kanute
- Martin Thomas (1913–1985), Pseudonym des britischen Science-Fiction-Autors Thomas Hector Martin
- Martin Thomas (Dartspieler) (* 1972), walisischer Dartspieler

- Mary Thomas († 1905), antiguanische Arbeiterführerin
- Mary F. Thomas (1816–1888), US-amerikanische Ärztin und Suffragette
- Mathieu Thomas (* 1984), französischer Badmintonspieler
- Maureen Nyatichi Thomas (* 1997), kenianische Sprinterin
- Max Thomas (1891–1945), deutscher Arzt und SS-Führer
- Max Thomas (SA-Mitglied) (1890–1934), deutscher SA-Führer
- Max Thomas (Chemiker) (1905–1988), deutscher Chemiker
- Meamea Thomas (1987–2013), kiribatischer Gewichtheber
- Melitta Thomas, deutsche Fußballspielerin
- Melody Thomas Scott (* 1956), US-amerikanische Schauspielerin
- Micah Thomas (* 1997), US-amerikanischer Jazzmusiker
- Michael Thomas (Geschäftsmann) (1915–1995), deutscher Geschäftsmann und Autor
- Michael Thomas, Pseudonym von Martin Böttcher (1927–2019), deutscher Filmkomponist, Dirigent und Arrangeur
- Michael Thomas, Pseudonym von Erwin C. Dietrich (1930–2018), Schweizer Filmproduzent, -regisseur und Drehbuchautor
- Michael Thomas (Sprecher) (1942–1991), deutscher Hörspielsprecher
- Michael Thomas (Drehbuchautor) (Michael C. Thomas), australischer Drehbuchautor
- Michael Thomas (Soziologe) (* 1951), deutscher Philosoph und Soziologe
- Michael Thomas (Schauspieler) (* 1962), österreichischer Schauspieler
- Michael Thomas (Fußballspieler, 1967) (* 1967), englischer Fußballspieler
- Michael Thomas (Schriftsteller, 1967) (* 1967), US-amerikanischer Schriftsteller
- Michael Thomas (Schlagzeuger) (* 1981), britischer Schlagzeuger
- Michael Thomas (Saxophonist) (* um 1988), US-amerikanischer Jazzmusiker
- Michael Thomas (Fußballspieler, 1988) (* 1988), US-amerikanischer Fußballspieler
- Michael Thomas (Footballspieler, 1990) (* 1990), US-amerikanischer American-Football-Spieler
- Michael Thomas (Footballspieler, 1993) (* 1993), US-amerikanischer American-Football-Spieler
- Michael C. Thomas (Entomologe) (Michael Charles Thomas; * 1948), US-amerikanischer Entomologe
- Michael-Ingo Thomas (* 1943), deutscher Jurist und Richter
- Michael Tilson Thomas (* 1944), US-amerikanischer Dirigent, Pianist und Komponist
- Michel Thomas (1914–2005), polnischer Polyglott, Linguist und Sprachlehrer
- Michel Thomas, Geburtsname von Michel Houellebecq (* 1956/1958), französischer Schriftsteller
- Michelle Thomas (Schauspielerin) (1968–1998), US-amerikanische Schauspielerin
- Michelle Thomas (Leichtathletin) (* 1971), britische Leichtathletin
- Mickey Thomas (Sänger) (John Michael Thomas; * 1949), US-amerikanischer Sänger
- Mickey Thomas (Fußballspieler) (Michael Reginald Thomas; * 1954), walisischer Fußballspieler
- Miles Thomas, Baron Thomas (1897–1980), britischer Wirtschaftsmanager
- Monika Thomas (* 1958), deutsche Architektin und politische Beamtin

### N
- Nardos Bekele-Thomas (* 1958), äthiopische Wirtschaftswissenschaftlerin, Funktionsträgerin der UN und AU
- Natasha Thomas (* 1986), dänische Sängerin
- Nathan Thomas (Wasserballspieler) (* 1972), australischer Wasserballspieler
- Nathan Thomas (Rugbyspieler) (* 1976), walisischer Rugby-Union-Spieler
- Nathan Thomas (Fußballspieler) (* 1994), englischer Fußballspieler
- Nathan Thomas (Footballspieler) (* 2001), US-amerikanischer American-Football-Spieler
- Neisha Bernard-Thomas (* 1981), grenadische Sprinterin
- Nick Thomas (* 1964), britischer Schlagzeuger und Perkussionist
- Nick Thomas-Symonds (* 1980), britischer Politiker
- Nicholas Thomas (* 1960), australisch-britischer Anthropologe
- Nico Thomas (* 1966), indonesischer Boxer
- Nils Thomas (1889–1979), norwegischer Segler
- Noel Thomas (1915–1983), britischer General
- Norbert Thomas (* 1947), deutscher Künstler und Hochschullehrer
- Norman Thomas (1884–1968), US-amerikanischer Politiker (SPA)
- Norman G. Thomas (1930–2020), US-amerikanischer Astronom

### O
- Olayinka Koso-Thomas (* 1937), nigerianische Medizinerin
- Oldfield Thomas (1858–1929), britischer Zoologe
- Olive Thomas (1894–1920), US-amerikanische Schauspielerin und Gesellschaftsdame
- Oliver Thomas (Wirtschaftsinformatiker) (* 1971), deutscher Wirtschaftsinformatiker und Hochschullehrer
- Oliver Thomas (Fußballspieler) (* 1974), französischer Fußballspieler
- Oliver Thomas (Sänger) (* 1977), deutscher Schlagersänger
- Olufemi Thomas (* 1989), nigerianischer Fußballtorhüter
- Oluyemi Thomas, US-amerikanischer Jazzklarinettist
- Ormsby B. Thomas (1832–1904), US-amerikanischer Politiker
- Oswald Thomas (1882–1963), österreichischer Astronom
- Otto Thomas (Musiker) (1857–1937), deutscher Organist und Komponist
- Otto Thomas (Politiker) (1886–1930), deutscher Politiker und Gewerkschaftsfunktionär
- Owen Thomas (Priester) (1812–1891), walisischer Priester
- Owen Thomas (Botaniker) (1843–1923), britischer Botaniker
- Owen Thomas (Dramatiker) (* 1976), britischer Dramatiker

### P
- Pascal Thomas (Regisseur) (* 1945), französischer Regisseur und Drehbuchautor
- Pascal Thomas (Schauspieler) (* 1987), deutscher Schauspieler
- Pat Thomas (* 1960), britischer Musiker
- Patrick Thomas (* 1992), deutscher Faustballspieler
- Patrick J. Thomas (* 1986), deutsch-amerikanischer Schauspieler
- Paul Thomas (Politiker, 1859) (1859–1942), deutscher Politiker (NLP, DNVP), MdL Reuß
- Paul Thomas (Maler) (1868–1910), französischer Maler
- Paul Thomas (Radsportler) (1888–nach 1948), deutscher Radrennfahrer
- Paul Thomas (Widerstandskämpfer) (1898–1942), Schriftsteller, Journalist und Widerstandskämpfer
- Paul Thomas (Politiker, II), deutscher Politiker (CDU), MdV
- Paul Thomas (Eiskunstläufer), britischer Eistänzer
- Paul Thomas (Pornodarsteller) (1947–2025), amerikanischer Pornodarsteller und -regisseur
- Paul Thomas (Schriftsteller) (* 1951), neuseeländischer Schriftsteller
- Paul Thomas (Golfspieler), walisischer Golfspieler
- Paul Thomas (Musiker) (* 1980), amerikanischer Rockmusiker
- Pedro Gárezon Thomas (1851–1927), peruanischer Offizier
- Pete Thomas (* 1954), englischer Rock-Schlagzeuger
- Peter Thomas (Patriarch) (1305–1366), Patriarch von Konstantinopel
- Peter Thomas, Baron Thomas of Gwydir (1920–2008), britischer Politiker
- Peter Thomas (Komponist) (1925–2020), deutscher Filmkomponist
- Peter Thomas (Regisseur) (1929–1987), deutscher Theater- und Hörspielregisseur
- Peter Thomas (Schauspieler) (1936–2017), britischer Schauspieler
- Peter Thomas (Unternehmer) (* 1938), kanadischer Unternehmer, Autor und Philanthrop
- Peter Thomas (Physiker) (* 1942), deutscher Physiker und Hochschullehrer
- Peter Thomas (Fußballspieler, 1944) (* 1944), irischer Fußballtorhüter
- Peter Thomas (Fußballspieler, 1959) (* 1959), deutscher Fußballspieler
- Peter K. Thomas (1914–1990), US-amerikanischer Lehrer und Zahnarzt
- Petria Thomas (* 1975), australische Schwimmerin
- Philemon Thomas (1763–1847), US-amerikanischer Politiker
- Philip Thomas (Musiker) (* 1972), britischer Pianist und Hochschullehrer
- Philip F. Thomas (1810–1890), US-amerikanischer Politiker
- Philip Michael Thomas (* 1949), US-amerikanischer Schauspieler
- Philipp Thomas (* 1979), deutscher Filmeditor
- Pia Le Thomas (1920–2009), französische Zisterzienserin, Äbtissin und Klostergründerin
- Pierre Thomas (Autor) (1634–1698), französischer Gelehrter
- Pierre Thomas (Märtyrer) (1719?–1794), französischer Kaplan und einer der 14 Märtyrer von Laval
- Pierre Thomas, US-amerikanischer Journalist
- Pierre Thomas, Pseudonym von Tommi Stumpff (1958–2023), deutscher Musiker
- Pierre Thomas (Footballspieler) (* 1984), US-amerikanischer American-Football-Spieler
- Pinklon Thomas (* 1958), US-amerikanischer Boxer

### R
- R. S. Thomas (1913–2000), walisischer Lyriker
- Raimund Thomas (* 1938), deutscher Galerist und Kunsthändler
- Rainer Thomas (* 1939), deutscher Verleger
- Ralf Thomas (1932–2018), deutscher Theologe, Historiker und Politiker
- Ralf P. Thomas (* 1961), deutscher Manager
- Ralph Thomas (1915–2001), britischer Filmregisseur
- Ramblin’ Thomas (1902–1945), US-amerikanischer Bluesmusiker
- Ransford Cline-Thomas (1947–2020), gambischer Programmsprecher und Nachrichtensprecher
- Ray Thomas (1941–2018), britischer Musiker
- Raymond A. Thomas (* 1958), US-amerikanischer General
- Reg Thomas (Leichtathlet) (1907–1946), britischer Mittelstreckenläufer
- Reg Thomas (Eishockeyspieler) (* 1953), kanadischer Eishockeyspieler
- Reginald Thomas, österreichischer Diplomat
- Reinhardt Thomas (* 1946), deutscher Politiker (SPD, CDU)
- Reinhardt Thomas (Leichtathlet) (* 1991), namibischer Langstreckenläufer
- Reinhold Schmitt-Thomas (* vor 1947), deutscher Kunst- und Musikhistoriker
- Renate Thomas (* 1953), deutsche Klassische Archäologin
- René Thomas (Sportschütze) (1865–1925), französischer Sportschütze
- René Thomas (Rennfahrer) (1886–1975), französischer Pilot und Rennfahrer
- René Thomas (Musiker) (1926–1975), belgischer Jazzgitarrist
- René Thomas (Molekularbiologe) (1928–2017), belgischer Molekularbiologe
- René Thomas-Mamert (1866–1902), französischer Physiker, Chemiker und Hochschullehrer
- Reyare Thomas (* 1987), Sprinterin aus Trinidad und Tobago
- Rhys Thomas (Adliger) († 1577), walisischer Adliger
- Rhys Thomas (Schauspieler) (* 1978), britischer Schauspieler und Komiker
- Rhys Thomas (Regisseur) (* 1979), walisischer Filmregisseur und Produzent
- Rhys Thomas (Rugbyspieler) (* 1982), walisischer Rugby-Union-Spieler
- Richard Thomas (Politiker) (1744–1832), US-amerikanischer Politiker
- Richard Thomas (Bischof) (1881–1958), anglikanischer Bischof in Australien
- Richard Thomas (Diplomat) (* 1938), britischer Diplomat
- Richard Thomas (Zoologe) (* 1938), US-amerikanischer Zoologe
- Richard Thomas (Datenschützer) (* 1949), britischer Datenschützer
- Richard Thomas (Schauspieler) (* 1951), US-amerikanischer Schauspieler
- Richard Thomas (Musiker) (* 1964), britischer Musiker
- Richard Thomas (Mathematiker) (* 1972), britischer Mathematiker
- Richard C. Thomas (1937–1991), US-amerikanischer Politiker
- Richard Clement Charles Thomas (1929–1996), britischer Rugbyspieler
- Richard F. Thomas (* 1950), US-amerikanischer Altphilologe
- Rintu Thomas, indische Dokumentarfilmerin
- Rob Thomas (Fernsehproduzent) (* 1965), US-amerikanischer Schriftsteller, Drehbuchautor und Fernsehproduzent
- Rob Thomas (Musiker) (Robert Kelly Thomas; * 1972), US-amerikanischer Musiker
- Robert Thomas (Boxer), britischer Boxer
- Robert Thomas (Autor) (1927–1989), französischer Schriftsteller, Regisseur und Schauspieler
- Robert Thomas junior (* um 1956), US-amerikanischer Jazzmusiker
- Robert Thomas (Schauspieler) (* 1963), kanadischer Schauspieler
- Robert Thomas (Footballspieler) (* 1991), US-amerikanischer American-Football-Spieler
- Robert Thomas (Eishockeyspieler) (* 1999), kanadischer Eishockeyspieler
- Robert Y. Thomas (1855–1925), US-amerikanischer Politiker
- Robin Thomas (Schauspieler) (* 1949), US-amerikanischer Schauspieler
- Robin Thomas (Mathematiker) (1962–2020), tschechischer Mathematiker
- Rod Thomas (* 1947), walisischer Fußballspieler
- Roland Thomas (* 1962), deutscher Politiker
- Rolf Thomas (Priester) (1934–2016), deutscher Geistlicher
- Romain Thomas (* 1988), französischer Fußballspieler
- Roman Thomas (* 1974), deutscher Mediziner und Hochschullehrer
- Ronald Thomas (Tennisspieler) (1888–1936), australischer Tennisspieler
- Ronald Thomas (Cricketspieler) (1915–1987), australischer Cricketspieler
- Ronald Thomas (Politiker) (* 1929), britischer Politiker
- Ronald Thomas (Cellist) (* 1955), US-amerikanischer Cellist
- Ronald Stuart Thomas (1913–2000), walisischer Dichter und Geistlicher, siehe R. S. Thomas
- Rondell Thomas (* 2000), vincentischer Fußballspieler
- Ronny Thomas, deutscher Jurist
- Rory Thomas (1942–2010), australischer Jazztrompeter
- Rosie Thomas (* 1978), US-amerikanische Singer-Songwriterin
- Ross Thomas (Schriftsteller) (1926–1995), amerikanischer Schriftsteller
- Ross Thomas (Schauspieler) (* 1981), amerikanischer Schauspieler
- Roy Thomas (Baseballspieler, 1874) (Roy Allen Thomas; 1874–1959), US-amerikanischer Baseballspieler
- Roy Thomas (Comicautor) (* 1940), US-amerikanischer Comicautor
- Roy Thomas (Maler) (* 1949), kanadischer Maler der Anishinabe
- Roy Thomas (Baseballspieler, 1953) (Roy Justin Thomas; * 1953), US-amerikanischer Baseballspieler
- Rüdiger Thomas (* 1940), deutscher Historiker
- Rüdiger Thomas (Radsportler), deutscher Radrennfahrer
- Rudolf Thomas (Politiker) (1844–1920), deutscher Politiker, Bürgermeister von Velbert
- Rudolf Thomas (Dirigent) (?–1965), Dirigent und Hochschullehrer
- Rudolf Thomas (Komponist) (1924–1987), Komponist, Organist und Hochschullehrer
- Rudolf F. Thomas (* 1950), deutscher Medienberater und Autor
- Russell Thomas (Sänger), US-amerikanischer Opernsänger (Tenor)
- Russell Thomas (Pokerspieler) (* 1988), US-amerikanischer Pokerspieler
- Russell Linwood Thomas, Geburtsname von Sayyd Abdul Al-Khabyyr (1935–2017), kanadischer Musiker, Komponist, Musikpädagoge und Imam
- Ruth-Maria Thomas (* 1993), deutsche Schriftstellerin
- Rover Thomas (1926–1998), australischer Künstler
- Rufus Thomas (1917–2001), US-amerikanischer Bluessänger
- Ryan Thomas (* 1994), neuseeländischer Fußballspieler
- Ryan Thomas (Radsportler) (* 1995), australischer Radsportler

### S
- Sabine Thomas (* 1965), deutsche Schriftstellerin
- Sahaya Thatheus Thomas (* 1971), indischer Geistlicher, Bischof von Simla und Chandigarh
- Sam Thomas (um 1927–1988), US-amerikanischer Jazzgitarrist, siehe Bebop Sam Thomas
- Sanave Thomas (* 1980), indischer Badmintonspieler
- Sander Thomas, US-amerikanischer Schauspieler
- Sarah Thomas (Schriftstellerin) (* 1934), malaysische Schriftstellerin
- Sarah Thomas (Bibliothekarin), US-amerikanische Bibliothekarin
- Sarah Thomas (Schauspielerin) (* 1952), britische Schauspielerin
- Sarah Thomas (Filmeditorin), Filmeditorin
- Sarah Thomas (Schiedsrichterin) (* 1973), US-amerikanische American-Football-Schiedsrichterin
- Sarah Thomas (Model) (* 1980), britisches Model
- Sarah Thomas (Hockeyspielerin) (* 1981), walisische Hockeyspielerin
- Sarah Thomas (Badminton) (* 1992), walisische Badmintonspielerin
- Scarlett Thomas (* 1972), englische Schriftstellerin
- Scott Thomas (Schauspieler), Schauspieler
- Scott Thomas (Autor), US-amerikanischer Autor
- Scott Thomas (Filmeditor), Filmeditor
- Scott Thomas (Regisseur), US-amerikanischer Regisseur, Produzent und Drehbuchautor
- Scott Thomas (Eishockeyspieler) (* 1970), US-amerikanischer Eishockeyspieler
- Scott Thomas (Fußballspieler) (* 1974), englischer Fußballspieler
- Scott Thomas (Drehbuchautor) (* 1975), US-amerikanischer Drehbuchautor und Produzent
- Sean Thomas (* 1963), englischer Schriftsteller
- Sean Patrick Thomas (* 1970), US-amerikanischer Schauspieler
- Serena Scott Thomas (* 1961), englische Schauspielerin
- Seth Thomas (1785–1859), US-amerikanischer Uhrmacher und Fabrikant
- Shane Thomas, australischer Maskenbildner
- Shanieka Thomas, verh. Shanieka Ricketts (* 1992), jamaikanische Leichtathletin
- Shaniel Thomas (* 2001), jamaikanischer Fußballspieler
- Shardé Thomas (* 1990), US-amerikanische Musikerin (Fife and Drum)
- Shenton Thomas (1879–1962), britischer Kolonialverwalter
- Shirley Thomas (* 1963), britische Sprinterin
- Sian Thomas (* 1953), britische Schauspielerin
- Sidney Thomas (1850–1885), britischer Metallurg
- Siegfried Thomas (1930–1985), deutscher Historiker
- Sieglinde Wittwer-Thomas (* 1966), Schweizer Künstlerin
- Simon Thomas (Fußballspieler, 1984) (* 1984), englischer Fußballspieler
- Simon Thomas (Fußballspieler, 1990) (* 1990), kanadischer Fußballspieler
- Solomon Thomas (* 1995), US-amerikanischer American-Football-Spieler
- Solveig Thomas (1928–2017), österreichische Schauspielerin und Hörspielsprecherin
- Sonya Thomas (* 1967), US-amerikanische Wettesserin
- Sorba Thomas (* 1999), englisch-walisischer Fußballspieler
- Spencer Thomas (* 1997), britischer Mittelstreckenläufer
- St. Clair Thomas, vincentischer Politiker
- Stefan Thomas (Bildhauer) (1932–2025), deutscher Bildhauer
- Stefan Thomas (Komponist) (* 1968), deutscher Komponist
- Stefan Thomas (Rechtswissenschaftler) (* 1975), deutscher Rechtswissenschaftler
- Stephan Thomas (* 1957), deutscher Brigadegeneral
- Stephan G. Thomas (1910–1987), deutscher Journalist
- Stephen Thomas (1809–1903), US-amerikanischer Politiker, Offizier und Geschäftsmann
- Steve Thomas (* 1963), britisch-kanadischer Eishockeyspieler und -trainer
- Steven Thomas (* 1967), US-amerikanischer Rechtsanwalt und Autorennfahrer
- Sue Thomas (1950–2022), amerikanische Autorin
- Sunset Thomas (* 1972), US-amerikanische Pornodarstellerin
- Susan Thomas, Baroness Thomas of Walliswood (geb. Susan Petronella Fordham Arrow; 1935–2023), britische Politikerin (Liberal Democrats)
- Susan von Sury-Thomas (* 1961), Schweizer Politikerin (CVP)
- Sven Thomas (* 1947), deutscher Rechtsanwalt und Strafverteidiger
- Swinton Thomas (1931–2016), britischer Richter
- Sybil Thomas, Viscountess Rhondda (1857–1941), britische Suffragette, Feministin und Philanthropin

### T
- Tabby Thomas (1929–2014), US-amerikanischer Musiker
- Tai Thomas (* 2005), Fußballspieler der Britischen Jungferninseln
- Tamara Craig Thomas, kanadische Schauspielerin
- Tammy Thomas (* um 1970), US-amerikanische Radsportlerin
- Tamorley Thomas (* 1983), antiguanischer Fußballspieler
- Tamzin Thomas (* 1997), südafrikanische Sprinterin
- Tanja Thomas (Medienwissenschaftlerin) (* 1968), deutsche Geisteswissenschaftlerin
- Tamar Thomas, englische Filmproduzentin
- Taryn Thomas (* 1983), US-amerikanische Pornodarstellerin
- Tatjana Thomas, deutsche Schauspielerin und Synchronsprecherin
- Teddy Thomas (* 1993), französischer Rugby-Union-Spieler
- Terence Thomas, Baron Thomas of Macclesfield (1937–2018), britischer Bankier und Politiker (Labour Party)
- Terell Thomas (* 1995), lucianischer Fußballspieler
- Terrance Thomas (* 1980), US-amerikanischer Basketballspieler
- Terry Thomas (Basketballspieler) (1953–1998), US-amerikanischer Basketballspieler
- Terry Thomas (Leichtathlet) (* 1997), jamaikanischer Leichtathlet
- Tessy Thomas (* 1963), indische Raumfahrtingenieurin
- Tevin Thomas, US-amerikanischer Musiker und Komponist
- Theodor Thomas (Verleger) (1811/1812–1871), deutscher Buchhändler und Verlagsgründer
- Theodor Thomas (1876–1955), deutscher Gewerkschafter
- Theodore Thomas (1835–1905), US-amerikanischer Violinist und Dirigent
- Theodore L. Thomas (1920–2005), US-amerikanischer Science-Fiction-Autor
- Thom Thomas (1941–2015), US-amerikanischer Schauspieler, Drehbuchautor und Dramatiker
- Thomas Rhys Thomas (* 1982), walisischer Rugby-Union-Spieler
- Thurman Thomas (* 1966), US-amerikanischer American-Football-Spieler
- Tiara Thomas (* 1989), US-amerikanische R&B-Sängerin und Songwriterin
- Till Thomas (* 1979), deutscher Comiczeichner und Illustrator
- Tillman Thomas (* 1945), grenadischer Politiker (NDC)
- Tim Thomas (Komponist), deutscher Komponist von Hörspielen
- Tim Thomas (Leichtathlet) (* 1973), britischer Stabhochspringer
- Tim Thomas (Eishockeyspieler) (* 1974), US-amerikanischer Eishockeytorwart
- Tim Thomas (Basketballspieler) (* 1977), US-amerikanischer Basketballspieler
- Timmy Thomas (1944–2022), US-amerikanischer Sänger, Keyboarder, Komponist und Produzent
- Tobias Thomas (DJ) (* 1970), deutscher DJ, Produzent und Musikjournalist
- Tobias Thomas (Ökonom) (* 1975), deutscher Ökonom und Hochschullehrer
- Tony Thomas (1927–1997), britisch-US-amerikanischer Filmhistoriker, Fernseh- und Musikproduzent
- Torey Thomas (* 1985), US-amerikanischer Basketballspieler
- Trevor Thomas (Historiker) (1934–2020), britischer Historiker
- Trevor Thomas (Schauspieler), britischer Schauspieler
- Trevor Thomas (Schachspieler), englischer Fernschachspieler
- Tristan Thomas (* 1986), australischer Leichtathlet
- Tyrus Thomas (* 1986), US-amerikanischer Basketballspieler

### U
- Ulrich Thomas (* 1968), deutscher Politiker (CDU)
- Uwe Thomas (* 1938), deutscher Physiker, Verwaltungsbeamter und Politiker (SPD)

### V
- Valerie Thomas (* 1943), amerikanische Physikerin und Erfinderin
- Vaughan Thomas (1964–2022), britischer Steuermann im Rudern
- Veit Thomas (* 1958), deutscher Philosoph
- Vera Thomas (* um 1924), englische Tischtennisspielerin; siehe Vera Dace
- Verneda Thomas (1936–2016), US-amerikanische Hochspringerin und Volleyballspielerin
- Vincent Thomas (1907–1980), US-amerikanischer Politiker
- Viv Thomas (* 1948), südafrikanischer Regisseur
- Vivien Thomas (1910–1985), US-amerikanischer Medizintechniker
- Volker Thomas (* 1958), deutscher Brigadegeneral

### W
- W. Aubrey Thomas (1866–1951), US-amerikanischer Politiker
- W. Ian Thomas (1914–2007), britischer Major und Evangelist
- Walter Thomas (1908–1970), deutscher Autor und Dramaturg
- Wayne Thomas (Eishockeyspieler) (* 1947), kanadischer Eishockeytorwart, -trainer und -funktionär
- Wayne Thomas (Fußballspieler, 1958) (* 1958), walisischer Fußballspieler
- Wayne Thomas (Ringer) (* 1959), Ringer von den Amerikanischen Jungferninseln
- Wayne Thomas (Bobfahrer) (* 1966), jamaikanischer Bobfahrer
- Wayne Thomas (Fußballspieler, 1978) (* 1978), englischer Fußballspieler
- Wayne Thomas (Fußballspieler, 1979) (* 1979), englischer Fußballspieler
- Weldon Thomas (* 1929), US-amerikanischer Sänger (Bass)
- Wendelin Thomas (1884–um 1947), deutscher Politiker (SPD, USPD, KPD)
- Werner Thomas (Musikhistoriker) (1910–2011), deutscher Musikhistoriker
- Werner Thomas (Sprachwissenschaftler) (1923–2008), deutscher Indogermanist
- Werner Thomas (Komponist) (* 1929), Schweizer Komponist
- Werner Thomas (Historiker), Historiker
- Werner Thomas (Politiker) (* 1953), deutscher Politiker (parteilos, vormals CDU)
- Werner Thomas-Mifune (1941–2016), deutscher Cellist
- Whitey Thomas (1920–2012), US-amerikanischer Jazzmusiker
- Wilhelm Thomas (Politiker, 1834) (1834–1897), deutscher Jurist und Politiker (DFP), MdR
- Wilhelm Thomas (Politiker, 1875) (1875–1955), deutscher Gewerkschafter und Politiker (SPD)
- Wilhelm Thomas (Diplomat) (1880–1948), deutscher Diplomat
- Wilhelm Thomas (Theologe) (Gottlob Ferdinand Paulus Wilhelm Thomas; 1896–1978), deutscher Theologe
- Wilhelm Thomas (General, 1892) (1892–1976), deutscher Generalleutnant der Wehrmacht
- Wilhelm Thomas (General, 1915) (1915–1992), deutscher Brigadegeneral der Bundeswehr
- Wilhelm Thomas (Politiker, 1948) (* 1948), österreichischer Politiker (ÖVP), Burgenländischer Landtagsabgeordneter
- William Thomas (Ritter) († 1542), walisischer Ritter
- William Thomas (Gelehrter) († 1554), englischer Gelehrter und Teilnehmer an der Wyatt-Verschwörung
- William Thomas (Politiker) (1551–1586), walisischer Adliger, Politiker und Militär
- William Thomas (Bischof) († 1689), Bischof von St Davids und Worcester
- William Thomas (Protector) (1793–1867), britischer Protector der Aborigines
- William Thomas (Dichter) (1832–1878), walisischer Dichter
- William Thomas (Schauspieler), walisischer Schauspieler
- William Thomas (Footballspieler) (* 1968), US-amerikanischer Footballspieler
- William C. Thomas (1903–1984), US-amerikanischer Filmproduzent, Regisseur und Autor
- William D. Thomas (1880–1936), US-amerikanischer Politiker (New York)
- William F. Thomas (1924–2014), US-amerikanischer Herausgeber
- William Holland Thomas (1805–1893), Stammesführer der Cherokee und Oberst der Südstaaten während des Sezessionskrieges
- William Isaac Thomas (1863–1947), US-amerikanischer Soziologe
- William King Thomas (1827–1875), kanadischer Attentäter
- William W. Thomas junior (1839–1927), US-amerikanischer Diplomat
- Willie Thomas (1931–2019), US-amerikanischer Jazzmusiker
- Wolfgang Thomas (* 1947), deutscher Informatiker und Hochschullehrer
- Wolfgang Alexander Thomas-San-Galli (1874–1918), deutscher Musikwissenschaftler, Musikschriftsteller und Bratschist

### Y
- Yonda Thomas (* 1985), südafrikanischer Schauspieler

### Künstlername
- Ian Thomas (Sänger, 1997) (Ian Thomas Hoelen; * 1997), flämischer Sänger
- Shem Thomas (Thomas Kühnis; * 1978), Schweizer Sänger, Rapper und Songwriter

### Kunstfiguren
- Dean Thomas, Romanfigur, siehe Figuren der Harry-Potter-Romane #Dean Thomas